# Tásszosz Papadópulosz
Tásszosz Papadópulosz (görögül: Τάσσος (Ευστάθιος) Νικολάου Παπαδόπουλος; Nicosia, 1934. január 7. - Nicosia, 2008. december 12.) ciprusi politikus, a Ciprusi Köztársaság ötödik elnöke.

## Pályafutása
Nicolas Papadópulosz és felesége Aggeliki három gyermeke közül elsőként született. Jogi tanulmányokat folytatott Londonban. 1955-ös hazatérése után csatlakozott az EOKA szeparatista szervezethez, majd annak politikai szárnyához. Részt vett a Ciprus gyarmati felszabadításáról és alkotmányának előkészítéséről folytatott ötoldalú (az Egyesült Királyság, Görögország, Törökország és a ciprusi közösségek bevonásával zajló) tárgyalásokon, de az azokat lezáró zürichi és londoni megállapodást nem támogatta.
A ciprusi függetlenség kivívása után, igen fiatalon (25 éves korában) miniszter lett, majd a következő 12 évben több miniszteri posztot is betöltött. Az 1974-es ciprusi katonai puccs során letartóztatták mivel III. Makáriosz elnök köréhez tartozott. A török katonai agressziót megelőző napon szabadult.
Számtalan esetben képviselte a görög ciprióta felet a válság megoldására szervezett egyeztetéseken, illetve az ENSZ és az Európa Tanács előtt. Elnökké választása előtt többször parlamenti képviselőnek választották, illetve éveken át betöltötte a parlament elnökének pozícióját is. Több alkalommal választották meg pártja élére is. 2003-ban Ciprus elnökévé választották. Elnöki mandátuma alatt került sor a Ciprus újraegyesítését célzó Annan-terv népszavazásár. A megítélése szerint elfogadhatatlan feltételek miatt Papadópulosz a terv elutasításáért kampányolt, sikerrel.
A 2008-as elnökválasztáson újraindult, de a harmadik helyre szorult. Vereségét elismerte és visszavonult.

## Halála és sírjának kirablása
Az év decemberében rákbetegségben hunyt el. 2009-ben sírját feltörték, és holttestét - vélhetően váltságdíj reményében - ellopták. A testet 2010 márciusában találta meg a rendőrség.

## Fordítás
Ez a szócikk részben vagy egészben  a   Tassos Papadopoulos című angol Wikipédia-szócikk ezen változatának fordításán alapul.  Az eredeti cikk szerkesztőit annak laptörténete sorolja fel. Ez a jelzés csupán a megfogalmazás eredetét és a szerzői jogokat jelzi, nem szolgál a cikkben szereplő információk forrásmegjelöléseként.